# 미나토 가나에
미나토 가나에(湊 かなえ, 1973년 ~)는 일본의 소설가이다. 일본 히로시마현 인노시마 시 (현: 오노미치시)에서 태어났다. 무코가와 여자 대학(武庫川女子大学) 가정학부 의상학과 졸업.

## 작품 목록
- 《고백》 (2008년 8월 후타바샤 / 2010년 4월 후타바분코)
- 《소녀》 (2009년 1월 하야카와 쇼호)
- 《속죄》 (2009년 6월 도쿄소겐샤)
- 《N을 위하여》 (2010년 1월 도쿄소겐샤)
- 《야행관람차》 (2010년 6월 후타바샤)
- 《왕복서간》 (2010년 9월 겐토샤)
- 《꽃사슬》(花の鎖) (2011년 3월 분게이슌주)
- 《경우》(境遇) (2011년 10월 후타바샤)
- 《사파이어》(サファイア)（2012년 4월 카도카와）
- 《고교 입시》（2012년 10월~12월, 후지 TV）

## 수상
- 제2회 BS-i 신인각본상 가작입선
- 제29회 소설추리신인상 (〈성직자〉)
- 슈칸분슌 미스터리 베스트10 제1위 (《고백》)
- 이 미스터리가 대단하다! 제4위 (《고백》)
- 제6회 서점대상 수상 (《고백》)